# Gymnopternus nigricomus
Gymnopternus nigricomus är en tvåvingeart som beskrevs av Robinson 1964. Gymnopternus nigricomus ingår i släktet Gymnopternus och familjen styltflugor. Inga underarter finns listade i Catalogue of Life.